# 117086 Lóczy
A 117086 Lóczy (2004 LZ23) kisbolygó a kisbolygóövben kering. 2004. június 8-án fedezte föl Sárneczky Krisztián és Szabó Gyula a Piszkéstetői Csillagvizsgálóban. A kisbolygó a nevét id. Lóczy Lajos magyar geológusról kapta, aki nemcsak a hazai geológiában (A Balaton geológiája, monográfia), hanem Ázsiában végzett expedícióin is fontos fölfedezéseket tett.

## Külső hivatkozások
- Loczy A 117086 Lóczy kisbolygó a JPL Small-Body adatbázisában
- Új magyar nevek a kisbolygók körében: a 117086 Lóczy kisbolygó is szerepel közöttük